# Çankaya FK
Çankaya Futbol Kulübü ist ein Fußballverein aus der türkischen Hauptstadt Ankara. Er wurde 1993 als Betriebssportverein des örtlichen Gerichts unter dem Namen Ankara Adliyespor gegründet. Im Sommer 2019 nahm der Verein seinen aktuellen Namen an.
Ihre Heimspiele trägt die Mannschaft im Hasan-Doğan-Stadion aus. Die Vereinsfarben sind Rot-Schwarz.

## Geschichte

Vereinswappen welches bis zum Sommer 2019 verwendet wurde.

### Gründung und die ersten Jahre
Der Verein wurde am 3. Mai 1993 als Betriebssportverein des örtlichen Gerichtes gegründet. Nach der Vereinsgründung nahm der Verein an der untersten regionalen Amateurliga teil und arbeitete sich sukzessiv in die höheren türkischen Amateurligen hoch, ehe man 2005 den Aufstieg in die höchste türkische Amateurliga, in die Bölgesel Amatör Lig (BAL), erreichte.
Im Sommer 2011 stieg der Verein in die zweithöchste türkische Amateurliga, in die Süper Amatör Ligi ab, ehe man hier mit dem direkten Wiederaufstieg in die BAL zurückkehrte. In der BAL-Saison lieferte sich der Verein unter Führung des Trainers Sadullah Acele, eines ehemaligen Nationalspielers, mit Zonguldak Kömürspor ein Kopf-an-Kopf-Rennen um die Meisterschaft. Nachdem man nahezu über die gesamte Saison dicht hinter Zonguldak Kömürspor den zweiten Tabellenplatz belegt hatte, traf man ausgerechnet am letzten Spieltag auf Kömürspor. Im entscheidenden Auswärtsspiel lag Adliyespor erst mit 0:1 zurück. In den letzten fünf Minuten der Begegnung gelang es der Mannschaft, das Spiel zu drehen und mit 2:1 für sich zu entscheiden. Nach diesem Sieg löste Adliyespor Kömürspor als Tabellenführer ab und stieg als Meister das erste Mal in der Vereinsgeschichte in die TFF 3. Lig auf. Damit erreichte der Verein auch die erste Teilnahme am türkischen Profifußball.
Im Juli 2019 entschied sich die Vereinsführung für eine Namensänderung und benannte den Verein in Çankaya FK um.

## Ligazugehörigkeit
- 2. Liga: -
- 3. Liga: -
- 4. Liga: seit 2013
- Amateurliga: bis 1993–2013

## Trainer (Auswahl)
- Cumhur Karadağ
- İlker Erdem

## Präsidenten (Auswahl)
- Hakan Yüksel
- Serkan Kılıç